# Jakobsladder (plant)
De jakobsladder (Polemonium caeruleum) is een kruidachtige, vaste plant uit de vlambloemfamilie (Polemoniaceae). De plant heeft een rechtopgaande stengel die 0,3-1 m hoog wordt. De bladeren zijn 7-25 cm lang, oneven geveerd en hebben elf tot zevenentwintig 1-4 cm lange deelblaadjes.
De plant bloeit tussen juni en augustus. De bloeiwijze is een pluim. De bloemkroon is 0,8-2 cm lang en blauw of wit van kleur. Uit de bloem steken de meeldraden en de stamper. De vruchten zijn 5-7 mm lange doosvruchten. De zaden zijn bruin en 3-3,5 mm lang.
De plant komt van nature voor in delen van Noord-Europa, Midden-Europa, Oost-Europa, Noord-Azië en West-Azië. In Nederland komt de soort niet van nature voor, maar is deze als sierplant verwilderd.

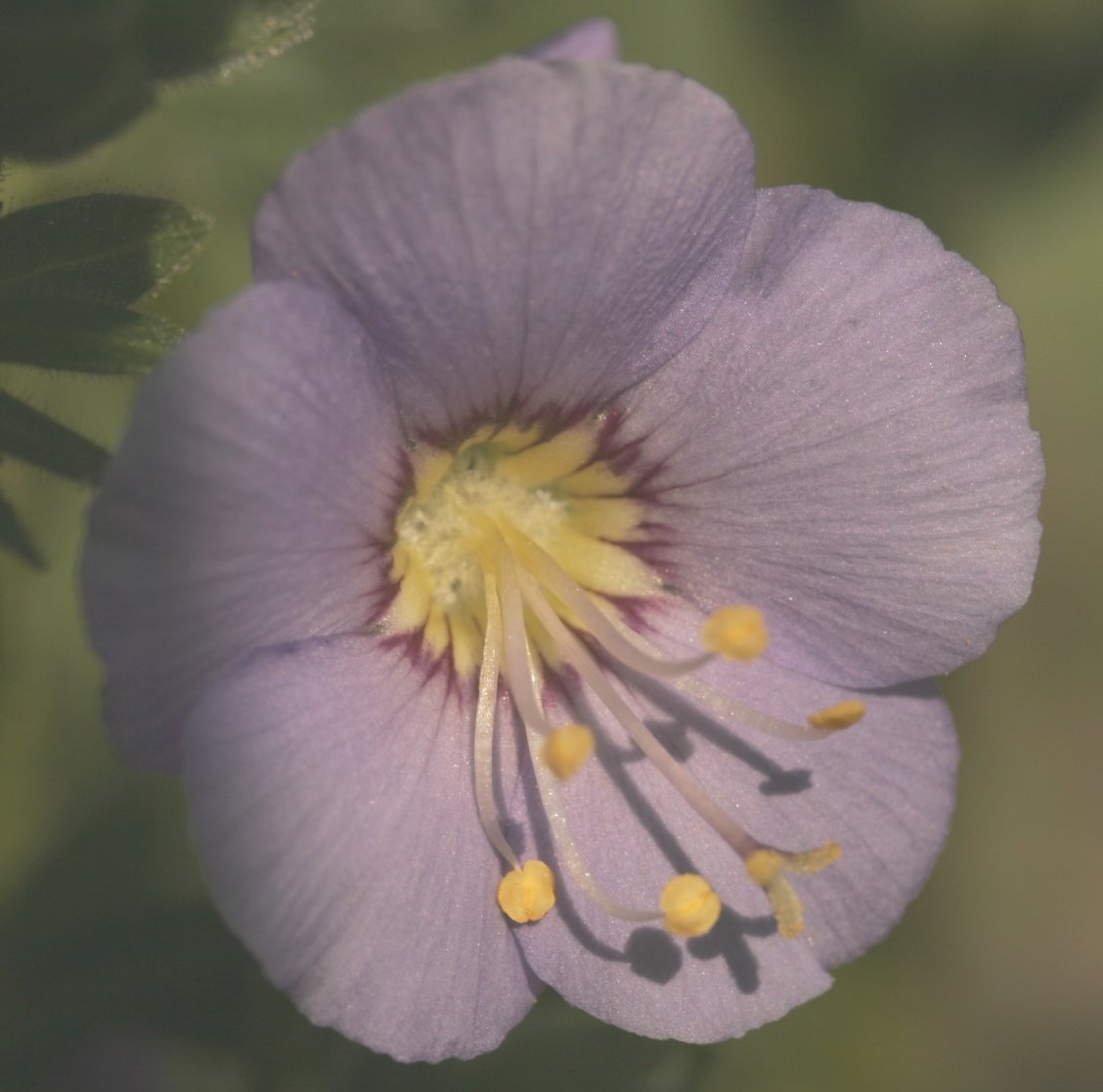
Bloem